# Handball-Landesliga Bayern 2001/02
Die Handball-Landesliga Bayern 2001/02 wurde unter dem Dach des „Bayerischen Handballverbandes“ (BHV) organisiert, sie ist die zweithöchste Spielklasse des bayerischen Landesverbandes und wird hinter der Bayernliga als fünfthöchste Liga im deutschen Ligensystem geführt.

## Saisonverlauf
Verbandsliga-Nordmeister wurde der DJK Waldbüttelbrunn und Vizemeister die TS 1887 Selb. Südmeister war der TSV Simbach und Vizemeister der TSV Niederraunau. Die Meister jeder Gruppe hatten direktes Aufstiegsrecht. Der dritte Aufsteiger wurde zwischen den Vizemeistern in einer Relegation mit Hin- und Rückspiel ermittelt, dabei konnte sich Niederraunau gegen Selb durchsetzen.

### Modus
Die in Gruppe Nord und Süd eingeteilte Liga bestand aus je 12 Mannschaften. Es wurde eine Hin- und Rückrunde gespielt. Platz eins jeder Gruppe war Staffelsieger und Direktaufsteiger in die Bayernliga. Die zweiten Plätze spielten in einer Relegation den dritten Aufsteiger aus. Die Platzierungen zehn bis zwölf jeder Gruppe waren Direktabsteiger.

## Teilnehmer
Nicht mehr dabei waren die Aufsteiger der Vorsaison HSG Unterdürrbach/Veit., VfL Waldkraiburg, TSV Landsberg sowie je drei Absteiger aus der Nord- und Südgruppe. Neu dabei war der Absteiger aus der Bayernliga TSV Simbach, der zweite Absteiger TSV 1860 Ansbach hat am Spielbetrieb der Landesliga 2001/02 nicht teilgenommen. Ebenfalls neu dabei waren je drei Aufsteiger aus der Nord- bzw. Südgruppe aus den Bezirksligen.

### Abschlusstabelle
Gruppe Nord

Quelle: www.lohrerhandballer.de
|     | Mannschaft                 | Spiele | Punkte |
| --- | -------------------------- | ------ | ------ |
| 1.  | DJK Waldbüttelbrunn        | 22     | 36:80  |
| 2.  | TS HR Selb                 | 22     | 35:09  |
| 3.  | TSV Lohr (N)               | 22     | 33:11  |
| 4.  | ASV Auerbach               | 22     | 30:14  |
| 5.  | TV Helmbrechts             | 22     | 27:17  |
| 6.  | SG DJK Rimpar              | 22     | 24:20  |
| 7.  | TV Eibach                  | 22     | 24:20  |
| 8.  | HG Nürnberg                | 22     | 18:26  |
| 9.  | TVO Marktredwitz (Rückzug) | 22     | 13:21  |
| 10. | TV Münchberg               | 22     | 11:33  |
| 11. | CSG Erlangen II            | 22     | 09:35  |
| 12. | TV Ochsenfurt              | 22     | 4:40   |

Bereich des „Bayer. Handballverbandes“ (BHV)

(A) = Bayernliga Absteiger (N) = Neu in der Liga (Aufsteiger)

Staffelsieger und Aufsteiger in die Bayernliga
 Für die Verbandsliga 2002/03 qualifiziert
Absteiger
Gruppe Süd

1. Platz TSV Simbach (A)

2. Platz TSV Niederraunau

### Aufstiegsrelegation
TS 1887 Selb : TSV Niederraunau ≈ Aufsteiger TSV Niederraunau

## Einzelnachweis
1. ↑  www.lohrerhandballer.de, TSV 1846 Lohr Chronik

Handball-Verbandsliga Bayern als vierthöchste Spielklasse:
1975/76 |
1976/77 |
1977/78 |
1978/79 |
1979/80 |
1980/81
Handball-Verbandsliga Bayern als fünfthöchste Spielklasse von Saison 1981/82 bis 1997/98
1981/82 |
1982/83 |
1983/84 |
1984/85 |
1985/86 |
1986/87 |
1987/88 |
1988/89 |
1989/90 |
1990/91 |
1991/92 |
1992/93 |
1993/94 |
1994/95 |
1995/96 |
1996/97 |
1997/98
Handball-Landesliga Bayern als fünfthöchste Spielklasse ab der Saison 1998/99
1998/99 |
1999/2000 |
2000/01 |
2001/02 |
2002/03 |
2003/04 |
2004/05 |
2005/06 |
2006/07 |
2007/08 |
2008/09 |
2009/10 |
2010/11 |
2011/12 |
2012/13 |
2013/14 |
2014/15 |
2015/16 |
2016/17 |
2017/18 |
2018/19 |
2019/20 |
2020/21 |
2021/22 |
2022/23 |
2023/24
Handball-Oberliga Bayern als fünfthöchste Spielklasse ab der Saison 2024/25
2024/25 |
2025/26